# Potnia pinheiroi
Potnia pinheiroi är en insektsart som beskrevs av Creão-duarte och Albino Morimasa Sakakibara 1997. Potnia pinheiroi ingår i släktet Potnia och familjen hornstritar. Inga underarter finns listade i Catalogue of Life.